# Jean Malaquais
Wladimir Jan Pavel Malacki, conegut com a Jean Malaquais (Varsòvia, 11 d'abril de 1908 - Ginebra, 22 de desembre de 1998), fou un novel·lista, assagista i traductor d'origen polonès en llengua francesa.

## Biografia
Malacki Wladimir Jan Pavel Israël Pinkus –aquest era el seu nom complet– era fill d'una família jueva polonesa que no seguia la tradició religiosa. El pare era professor de llatí i grec. Ell tenia un germà petit, Salomon Monniek.
Amb 17 anys acabà el batxillerat i es disposà a descobrir el món per Europa i l'Àfrica i sobrevivia dedicant-se a feines molt diverses. A França, es feu amic de Marc Chirik, contrari a l'estalinisme, amb el qual participà en grups internacionalistes. A la fi de la dècada de 1920, va ser contractat a la mina de plom i plata de La Londe les Maures. El 1935 va conèixer André Gide, amb qui va mantenir correspondència fins al 1950. Gide el va animar a escriure i el va recomanar a editors de revistes. Malacki va publicar algunes novel·les i, el 1937, va començar a escriure L'Île de Java, que es convertiria en Les javanais el 1939. Aquesta novel·la, basada en la seva experiència entre els miners de tot el món, la publicà sota el pseudònim de Jean Malaquais. Va guanyar el Premi Renaudot el 1939 (al capdavant de Sartre amb El mur).
Apàtrida d'origen jueu i "marxista", es va mobilitzar en contra de la seva voluntat durant la Segona Guerra Mundial. Detallà la seva experiència en el Diari de guerra. En perill de mort, va fugir a Marsella, on va estar en contacte amb Teresa Rebull. El 1943, va anar a Veneçuela, Mèxic i després als Estats Units, on va adquirir la ciutadania nord-americana. El 1947, va publicar Planète sans visa, gran novel·la de França sota l'ocupació. El 1942 i després de la guerra, participà en el grup Gauche Communiste de France (GCF).
Va traduir Norman Mailer i Mircea Eliade.